# Liste des patriarches orthodoxes d'Alexandrie
Parmi les religieux portant le titre de patriarche d'Alexandrie, les patriarches orthodoxes d'Alexandrie sont les primats de l'Église orthodoxe d'Alexandrie, dite « chalcédonienne » car elle a reconnu le concile de Chalcédoine de 451.
La liste des primats de l'Église orthodoxe d'Alexandrie s'établit comme suit :

## Papes et patriarches d'Alexandrie et de toute l'Afrique
- Protérius (chalcédonien) (451–457),  patriarche nommé par le concile de Chalcédoine en novembre 451 et jusqu'à sa mort le 28 mars 457.
- Timothée II Élure (monophysite), première fois (mars 457- janvier 460)
- Timothée III Salophaciole (chalcédonien), première fois (juin 460– décembre 475)
- Timothée II Élure, seconde fois (475- 31 juillet 477)
- Pierre III Monge (monophysite) (31 juillet 477- 4 septembre 477)
- Timothée III Salophaciole (restauré) (septembre 477– juin 482)
- Jean Ier Talaia (chalcédonien) (juin à décembre 482)
- Pierre III Monge (restauré) (482–29 octobre 490)
- Athanase II Kélètés  (monophysite) (490–17 octobre 496)
- Jean II (monophysite) (496–29 avril 505)
- Jean III (monophysite) (505–22 mai 516)
- Dioscore II (monophysite) (516–14 octobre 517)
- Timothée IV  (monophysite) (517–7 février 535)
- Théodose Ier (monophysite « sévérien ») (535–536)
- Gaïanos (monophysite julianiste) (535), élu patriarche en même temps que Théodose Ier, dont il conteste l’autorité, il est rapidement chassé par le pouvoir impérial.

## Patriarches melkites d'Alexandrie
- Paul Ier de Tabenn (537– vers les premiers mois de 540)
- Zoïle (540–juillet 551)
- Apollinaire Ier (551–569)
- Jean IV  (570–580)
- Euloge Ier (581- 1er février 608), auteur de CPG 6971-6979
- Théodore Ier Sribon (608–609)
- Jean V l'Aumônier (609–619)
- Georges Ier (621–631)
- Cyr (630/631–643/644)
- Pierre IV (643/644–651)
- Théodore II (coadjuteur), nommé par synode de 655
- Pierre V (coadjuteur) nommé par concile œcuménique en 680
- Pierre VI (coadjuteur) (?)
- Théophylacte (coadjuteur) nommé par le concile d'Alexandrie en 685 ;
- Onopsus (coadjuteur) vers 711 nommé patriarche mais passe au monophysisme ;
- Cosme Ier (742–768)
- Politien (768–813)
- Eustathe (813–817)
- Christophore Ier (817–841)
- Sophrone Ier (841–860)
- Michel Ier (860–870)
- Michel II (870–21 août 903)
- Christodule (17 juin 907–21 novembre 932)
- Eutychius (7 février 933–11 mai 940)
- Sophrone II (941)
- Isaac (août/septembre 941–954)
- Job (954–960)
- Élie Ier (963–12 mai 1000)
- Arsène (1000–1010)
- Théophile II (1010–1020)
- Georges II (2 avril 1021–1052)
- Léonce (1052–1059)
- Alexandre II (1059–1062)
- Jean VI (1062–1100)
- Euloge II vers 1110
- Cyrille II ?
- Sabbas participe au concile de Constantinople en 1117
- Théodose II ?
- Sophrone III (1166–1171)
- Élie II (1171–1175)
- Éleuthère (1175–1180)
- Marc III (1180–1209)
- Nicolas Ier (1210–1243)
- Grégoire Ier (1243–1263)
- Nicolas II (1263–1276)
- Athanase III (1276–1316)
- Grégoire II (1316–1354)
- Grégoire III (1354–1366)
- Niphon (1366–1385)
- Marc IV (1385–1389)
- Nicolas III (1389–1398)
- Grégoire IV (1398–1412)
- Nicolas IV (1412–1417)
- Athanase IV (1417–1425)
- Marc V (1425–1435)
- Philothée (1435–1459)
- Marc VI (1459–1484)
- Grégoire V (1484–1486)
- Joachim (1487–1567)
- Silvestre Ier (1569–1590)
- Mélèce Ier (1590–1601)
- Cyrille, II de ce nom, patriarche d’Alexandrie vers l’an 1618[1]. Il était hérétique eutychien.
- Cyrille III (1602–1621)
- Gérasime Ier (1621–1636)
- Métrophane Ier (1636–1639)
- Nicéphore Ier (1639–1645)
- Joannice Ier (1645–1657)
- Païsios Ier (1657–1678)
- Parthénios Ier (1678–1688)
- Gérasime II (1688–1710)
- Samuel Ier (1710–1712)
- Cosme II (1712–1714)
- Samuel Ier (restauré) (1714–1723)
- Cosme II (restauré) (1723–1736)
- Cosme III (1737–1746)
- Matthieu Ier (1746–1766)
- Cyprien Ier (1766–1783)
- Gérasime III (1783–1788)
- Parthénios II (1788–1805)
- Théophile III (1805–1825)
- Hiérothée Ier (1825–1845)
- Artème Ier (1845–1847)
- Hiérothée II (1847–1858)
- Callinique Ier (1858–1861)
- Jacques Ier (1861–1865)
- Nicanor Ier (1866–1869)
- Sophrone IV (1870–1899)
- Photios Ier (1900–1925)
- Mélèce II (1926–1935)
- Nicolas V (1936–1939)
- Christophe II (1939–1966)
- Nicolas VI (1968–1986)
- Parthénios III (1987-1996)
- Pierre VII (1997-2004)
- Théodore II (2004-aujourd'hui)